# Auburn (Wyoming)
Auburn – jednostka osadnicza w Stanach Zjednoczonych, w stanie Wyoming, w hrabstwie Lincoln.